# Allegro Valley
Das Allegro Valley ist ein steilwandiges und mit Gletschereis angefülltes Tal im ostantarktischen Viktorialand. In den Usarp Mountains liegt es auf der Ostseite der Daniels Range unmittelbar nördlich des White Spur.
Die Nordgruppe der New Zealand Geological Survey Antarctic Expedition (1963–1964) traf hier nach Tagen schlechten Wetters auf gute Wetterverhältnisse und benannte das Tal in Anlehnung an das Gedicht L’Allegro („Der Heitere“) des englischen Dichters John Milton (1608–1674).